# François-Xavier Szymczak
François-Xavier Szymczak est un musicologue et producteur de radio français né à Douai en 1973. 

## Biographie

### Formation et débuts
François-Xavier Szymczak commence ses études musicales à l'école de musique de La Ferté-sous-Jouarre, en Seine-et-Marne, et les poursuit en musicologie à la Sorbonne jusqu'en 1996, date de ses débuts de producteur sur France Musique dans l'émission Dépêche-notes, émission d’actualités musicales. 

### Parcours professionnel
Après avoir présenté les matinales d'août 1997 et 1998, il collabore à Musique Matin et à Ondes de choc pour une série de reportages lors de la saison 1998-1999. 
Il présente depuis lors de nombreux concerts sur la chaîne en direct des grands théâtres parisiens ou en régions ; parmi les artistes présentés : Renée Fleming, Riccardo Muti, Charles Dutoit, Mstislav Rostropovitch, Esa-Pekka Salonen, Aldo Ciccolini, Natalie Dessay, Patricia Petibon, Hélène Grimaud, Gil Shaham, Elīna Garanča, Christian Zacharias, Simon Rattle, Bernard Haitink, Michael Tilson Thomas, Neeme Järvi, Paavo Järvi, Rolando Villazon…
Collaborant pendant dix ans à l'émission collégiale Une année en musique avec les radios publiques francophones (à Paris, Bruxelles, Lausanne et Montréal), il garde de ses origines des affinités avec l'Europe de l'Est qui l'ont conduit à présenter des émissions en direct de Prague et de Varsovie (dix heures de direct en 1999).
De septembre 1999 à juin 2004, il assure le rendez-vous quotidien de 17 h avec Au rythme du siècle (rétrospective musicale du XXe siècle mélangeant classique, jazz, rock), Métamorphoses (variations autour d’un thème : Shakespeare, la guerre, les quatre saisons…) puis Ottocento (l’histoire de la musique au XIXe siècle année par année). 
Il anime de 2004 à 2008 l'émission Par les rues, par les chemins, tour du monde des grands lieux musicaux.
Écrivant des programmes de concerts (pour Radio France ou l’Orchestre national de Lyon), il présente de 2010 à 2013 tous les week-ends de Radio France au public du 104 (rue d'Aubervilliers) et des spectacles sur d’autres scènes : Théâtre du Châtelet, Théâtre des Champs-Élysées, Jardin du Luxembourg, Bouffes du Nord, Radio France ou encore La Fenice de Venise (pour une représentation de La Cenerentola de Rossini). Il a présenté plusieurs conférences (sur le camp de Terezín à Nantes, ou sur la musique baroque aux Beaux-Arts du Mans), et anime les Apoggiatures de l'Orchestre national de France.
De 2008 à 2013, il anime chaque dimanche matin de 8 h 10 à 10 h Le Jardin des dieux, où musique et spiritualité se retrouvent dans le répertoire judéo-chrétien, mais également dans d’autres religions ou mythologies.
La saison 2013-2014 est marquée par son émission quotidienne Les Joueurs de quartes sur les musiciens de l'époque moderne, du Moyen Âge à la Révolution française, ainsi que les concerts de l'Orchestre national de France chaque jeudi soir.
De septembre 2014 à juin 2016, il présente du lundi au vendredi, de 19 h 8 à 20 h, l'émission Dans l'air du soir sur des programmations thématiques variées.
Entre septembre 2016 et juin 2023, il est chargé du 14 h–16 h (puis 13 h 30 - 15 h) avec Arabesques. L'émission change de nom en septembre 2023 et s'appelle désormais Les essentiels.
Il présente régulièrement des concerts sur scène, et exerce l'activité de récitant (avec le chœur de Radio France ou le pianiste Wilhem Latchoumia).
Le 1er janvier 2025, il commente pour la première fois le célèbre Concert du nouvel an retransmis simultanément sur France 2 et France Musique, à la suite du décès de son confrère Benoît Duteurtre survenu le 16 juillet 2024.

### Pratique musicale
Pratiquant le violon depuis l'âge de huit ans, il concentre son répertoire sur la musique de chambre, mais aussi l'orchestre (ancien membre de l'Orchestre de Paris-Sorbonne). 

### Décoration
- Avril 2018 : chevalier dans l'ordre des Arts et des Lettres[5]